# مارينا هيجيرينغ
مارينا هيجيرينغ (مواليد 17 أبريل 1990) هي لاعبة كرة قدم ألمانية تلعب في مركز الدفاع في نادي فولفسبورغ.

## روابط خارجية
- مارينا هيجيرينغ على موقع الاتحاد الدولي (مؤرشف)  (الإنجليزية)
- مارينا هيجيرينغ على موقع الاتحاد الأوربي (الإنجليزية)
- مارينا هيجيرينغ على موقع قاعدة بيانات كرة القدم.إي يو (الإنجليزية)
- مارينا هيجيرينغ على موقع بيانات كرة القدم. دي إي (الألمانية)
- مارينا هيجيرينغ على موقع Soccerway.com (الإنجليزية)
- مارينا هيجيرينغ على موقع عالم كرة القدم.نت (الإنجليزية)
- مارينا هيجيرينغ على موقع اللجنة الأولمبية الدولية (الإنجليزية)